# У Каліфорнії
«У Каліфорнії» (англ. In California) — французький документальний фільм, знятий Шарль Редоном. Світова прем'єра стрічки відбулась 19 листопада 2015 року на Амстердамському міжнародному документальному кінофестивалі, а в Україні — 22 липня 2016 року на Одеському міжнародному кінофестивалі. Фільм розповідає про Шарль Редона, який документує події із власного життя.

## У ролях
- Матільда Фрусте
- Шарль Редон

## Визнання
| Нагороди та номінації фільму «У Каліфорнії» | Нагороди та номінації фільму «У Каліфорнії» | Нагороди та номінації фільму «У Каліфорнії» | Нагороди та номінації фільму «У Каліфорнії» | Нагороди та номінації фільму «У Каліфорнії» | Нагороди та номінації фільму «У Каліфорнії» |
| Рік                                         | Кінопремія / Кінофестиваль                  | Категорія / Нагорода                        | Номінант                                    | Результат                                   |                                             |
| ------------------------------------------- | ------------------------------------------- | ------------------------------------------- | ------------------------------------------- | ------------------------------------------- | ------------------------------------------- |
| 2016                                        | Міжнародний кінофестиваль «Нові горизонти»  | Гран-прі                                    | «У Каліфорнії»                              | Номінація                                   |                                             |
| 2016                                        | Одеський міжнародний кінофестиваль          | Найкращий європейський документальний фільм | «У Каліфорнії»                              | Перемога                                    |                                             |